# Kušansko Carstvo
Kušansko Carstvo (kineski 貴霜帝國, hindi: कुषाण ) je bila starovjekovna azijska država. 

## Povijest
Oko 170. godine pr. Kr. sjevernokineski klan Yuezhi  krenuo je na zapad u srednju Aziju. U 3. stoljeću Kristove ere carstvo im se protezalo od istočnog Irana do Gangesa u Indiji. Kušani su kontrolirali plodne riječne doline i bili su u središtu trgovine svilom. Poticali su budizam i religijsku umjetnost, no propadanje je započelo u 4. stoljeću.

## Vanjske poveznice
- Prikazi i recenzije, Migracijske i etnićke teme 22 (2006), 3: 309–317, knjiga L. A. Borovkove: Kušanskoje carstvo (po drevnim kitajskim istočnikam) (Л. А. Боровкова: Кушанское царство (по древним китайским источникам), Москва: Институт востоковедения РАН, 2005, 315 str., osvrt napisao Nenad Vidaković